# Lubomír Šimovec
Lubomír Šimovec es un deportista checo que compitió para Checoslovaquia en ciclismo adaptado en la modalidad de ruta. Ganó dos medallas en los Juegos Paralímpicos de Verano, plata en Barcelona 1992 y plata en Atlanta 1996.

## Palmarés internacional
| Representando a Checoslovaquia     |                          |                  |                       |
| Juegos Paralímpicos                |                          |                  |                       |
| Año                                | Lugar                    | Medalla          | Prueba                |
| 1992                               | Barcelona (España)       | Medalla de plata | Ruta LC2              |
| Representando a la República Checa |                          |                  |                       |
| Juegos Paralímpicos                |                          |                  |                       |
| Año                                | Lugar                    | Medalla          | Prueba                |
| 1996                               | Atlanta (Estados Unidos) | Medalla de plata | Ruta 55/65k LC2 mixto |